# یواس‌اس ریورساید (ای‌پی‌ای-۱۰۲)
یواس‌اس ریورساید (ای‌پی‌ای-۱۰۲) (به انگلیسی: USS Riverside (APA-102)) یک کشتی بود که طول آن ۴۹۲ فوت ۶ اینچ (۱۵۰٫۱۱ متر) بود. این کشتی در سال ۱۹۴۴ ساخته شد.